# بيرت بلانكا
بيرت بلانكا (بالهولندية: Burt Blanca)‏ هو مغني بلجيكي، ولد في 6 أغسطس 1944 في بروكسل في بلجيكا.

## وصلات خارجية
- الموقع الرسمي
- بيرت بلانكا على موقع ميوزك برينز (الإنجليزية)
- بيرت بلانكا على موقع ديسكوغز (الإنجليزية)
- بيرت بلانكا على موقع ديسكوغز (الإنجليزية)
- بيرت بلانكا على موقع ديسكوغز (الإنجليزية)